# Miloš Beleslin
Miloš Beleslin (Sereg, 1901. szeptember 8. – Újvidék, 1984. március 7.) jugoszláv válogatott szerb labdarúgó, hátvéd.

## Pályafutása

### Klubcsapatban
1917 és 1919 között a Bástya FC játékosa volt. 1919 és 1933 között több jugoszláv csapatban is megfordult (Újvidéki AC, SAND Subotica, ŽAK Subotica).

### A válogatottban
1928 és 1930 között nyolc alkalommal szerepelt a jugoszláv válogatottban, egy gólt szerzett.

#### Mérkőzései az jugoszláv válogatottban
| #  | Dátum             | Ellenfél      | Eredmény | Kiírás              | Esemény |
| -- | ----------------- | ------------- | -------- | ------------------- | ------- |
| 1. | 1928. április 8.  | Törökország   | 2 – 1    | barátságos mérkőzés |         |
| 2. | 1928. október 28. | Csehszlovákia | 1 – 7    | barátságos mérkőzés | 17'     |
| 3. | 1929. május 10.   | Románia       | 3 – 2    | I. Sándor kupa      |         |
| 4. | 1929. május 19.   | Franciaország | 3 – 1    | barátságos mérkőzés |         |
| 5. | 1929. június 28.  | Csehszlovákia | 3 – 3    | barátságos mérkőzés |         |
| 6. | 1929. október 28. | Csehszlovákia | 3 – 4    | barátságos mérkőzés |         |
| 7. | 1930. április 13. | Bulgária      | 6 – 1    | barátságos mérkőzés |         |
| 8. | 1930. május 4.    | Románia       | 2 – 1    | I. Sándor kupa      |         |